# I'm Not Dead
Albums de P!nk
Try This
(2003) Funhouse
(2008)
Singles
1. Stupid Girls
Sortie : 7 février 2006
2. Who Knew
Sortie : 8 mai 2006
3. U + Ur Hand
Sortie : 28 août 2006
4. Nobody Knows
Sortie : 20 novembre 2006
5. Dear Mr. President
Sortie : 21 décembre 2006
6. Leave Me Alone (I’m Lonely)
Sortie : 12 mars 2007

I'm Not Dead est le quatrième album de la chanteuse américaine Pink, sorti en 2006. Après avoir réalisé trois albums en trois ans, Pink a pris davantage de temps avant de sortir cet album studio I'm Not Dead (littéralement Je ne suis pas morte). Le titre de l'album fait référence à son absence durant ces trois années.
Il s’est vendu dans le monde entier à 6 500 000 exemplaires.

## Description
L’album est nettement dominé par des tonalités pop et rock, avec des sonorités plus électroniques dans la piste bonus intitulée Fingers.

## Récompenses
Pink a été nommée artiste internationale solo de l'année 2006 par le Glamour Magazine et meilleure artiste féminine par le MTV Australia Video Music Award (en).

## Liste des titres
| No  | Titre                                  | Durée |
| --- | -------------------------------------- | ----- |
| 1.  | Stupid Girls                           | 3:17  |
| 2.  | Who Knew                               | 3:28  |
| 3.  | Long Way to Happy                      | 3:50  |
| 4.  | Nobody Knows                           | 3:59  |
| 5.  | Dear Mr. President                     | 4:34  |
| 6.  | I'm Not Dead                           | 3:46  |
| 7.  | 'Cuz I Can                             | 3:43  |
| 8.  | Leave Me Alone (I'm Lonely)            | 3:19  |
| 9.  | U + Ur Hand                            | 3:34  |
| 10. | Runaway                                | 4:24  |
| 11. | The One That Got Away                  | 4:42  |
| 12. | I Got Money Now                        | 3:55  |
| 13. | Conversations with My 13 Year Old Self | 3:50  |
| 14. | Fingers (Bonus non US)                 | 4:13  |
| 15. | Centerfold (Bonus UK)                  | 3:18  |
| 16. | I Have Seen the Rain (Chanson cachée)  | 3:30  |

## Singles
1. Stupid Girls (Face B : Heartbreaker)
2. Who Knew (Face B : Disconnected)
3. U + Ur Hand (Face B : Crash & Burn)
4. Nobody Knows (Face B : Words)
5. Dear Mr. President
6. Leave Me Alone (I'm Lonely)

## Crédit
Crédit tiré de la pochette de l'album :
- Chant : Pink
- Producteur exécutif : Pink
- Mastering : Tom Coyne à Steling Sound, New York
- Management : Roger Davies for Rowm, Lisa Wilson, Steven Manzano, Irene Taylor et Lisa Garrett
- Direction artistique et Design : Jeri Haiden et Glen Nakasako
- Photographie : Andrew Macpherson, Deborah Anderson, John Heiden